# Мати Данія

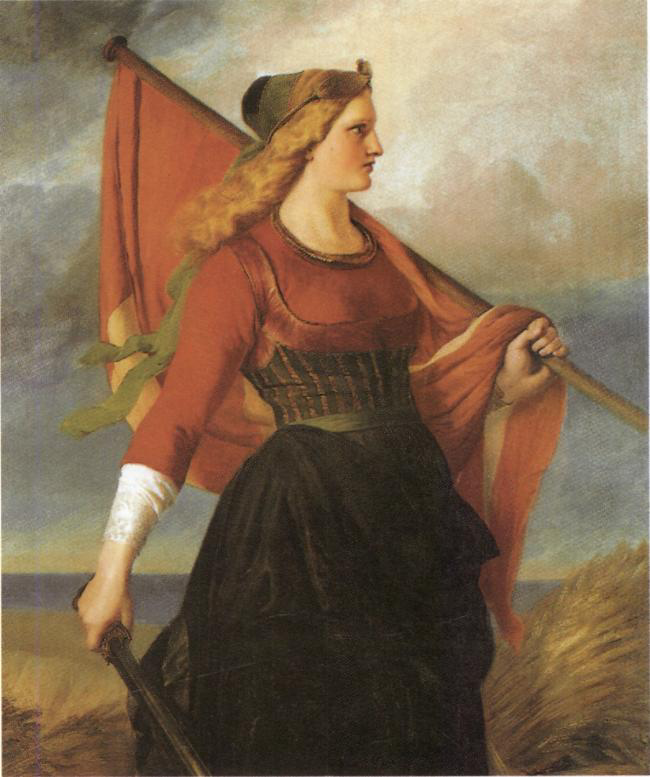
Картина Баумана «Мати, Данія» 1851 року

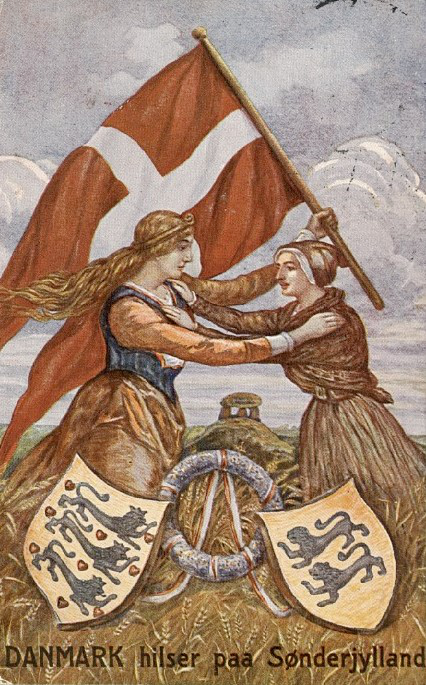
Плакат референдуму про возз'єднання 1920 року

Мати-Данія (дан. Mor Danmark) — жіноче уособлення Данії та патріотична емблема данської нації.

## Історія
Алегоричні зображення Данії у вигляді жінки в античному одязі та гербі вперше з'явилися у XVIII столітті. У ХІХ столітті, з романтичним націоналізмом, це стало більш поширеним. Такі письменники, як Ніколай Фредерік Северін Ґрундтвіґ, Бернгард Северін Інгеманн і Стен-Стенсен Бліхер, усі використовували матір Данію як національний символ Данії та прояв національних емоцій.
У 1851 році, під впливом перемоги Данії в битві при Істеді, Елізабет Джерігау Бауманн створила картину, на якій зображена Матір-Данія у вигляді молодої жінки з Даннеброгом і скарбами вікінгів, яка тримає античний меч і йде полем. Картина стала моделлю для багатьох пізніших зображень Матері Данії.
У другій половині ХХ століття згадки про Матір Данію вийшли з моди. З того часу вони в основному використовувалися в карикатурному малюванні.

## Пам'ятники та меморіали

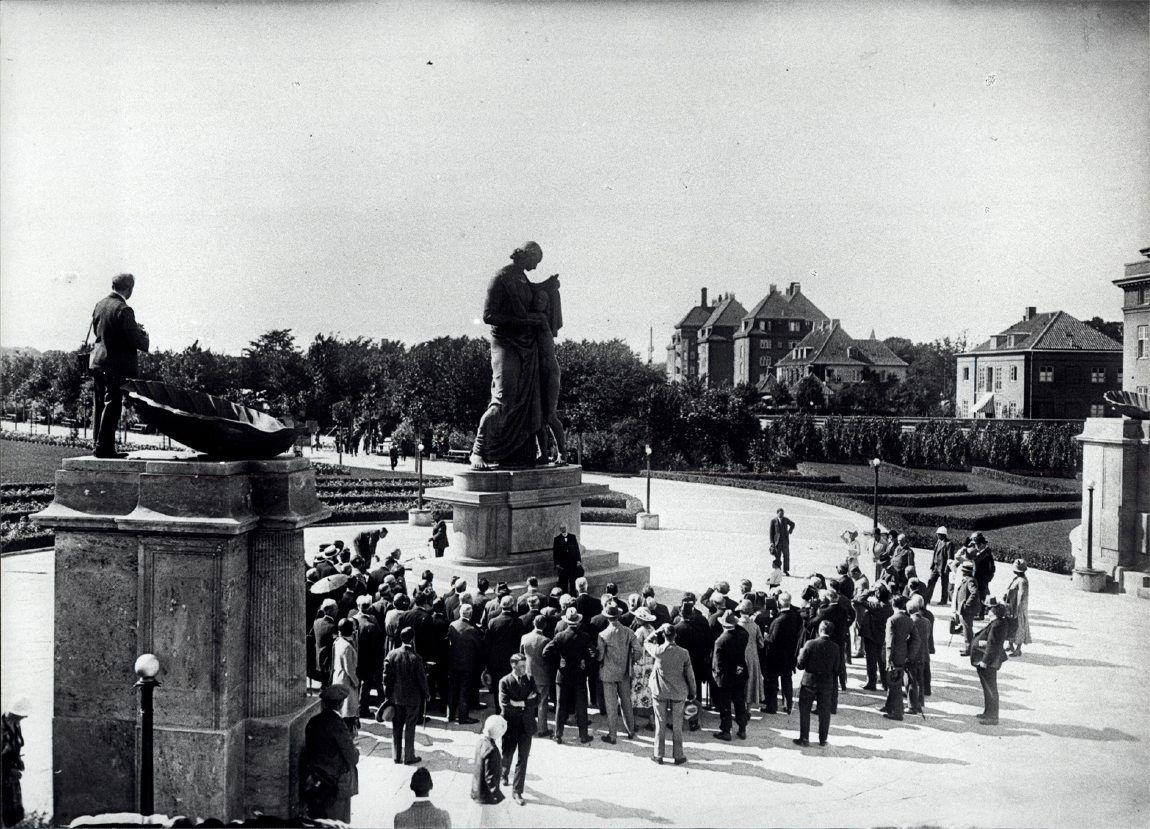
Пам'ятник Возз'єднання в липні 1930 року

На багатьох пам'ятниках і меморіалах, присвячених возз'єднанню Південної Ютландії з Данією в 1920 році, зображено фігуру Матері Данії, яку зазвичай супроводжує донька, що представляє Південну Ютландію. Прикладом є Меморіал возз'єднання біля головного входу в Фолледпаркен у Копенгагені.
Статую Матері Данії також можна побачити в Меморіалі данських емігрантів у Копенгагені.
Скульптор Арне Банг також створив скульптуру «Мати-Данія». Його бронзовий відлив знаходиться у Фенсмарку.

## Культурні посилання
- Mor Danmark — пісня Могенса Лоренцена 1937 року.[5]

## Галерея

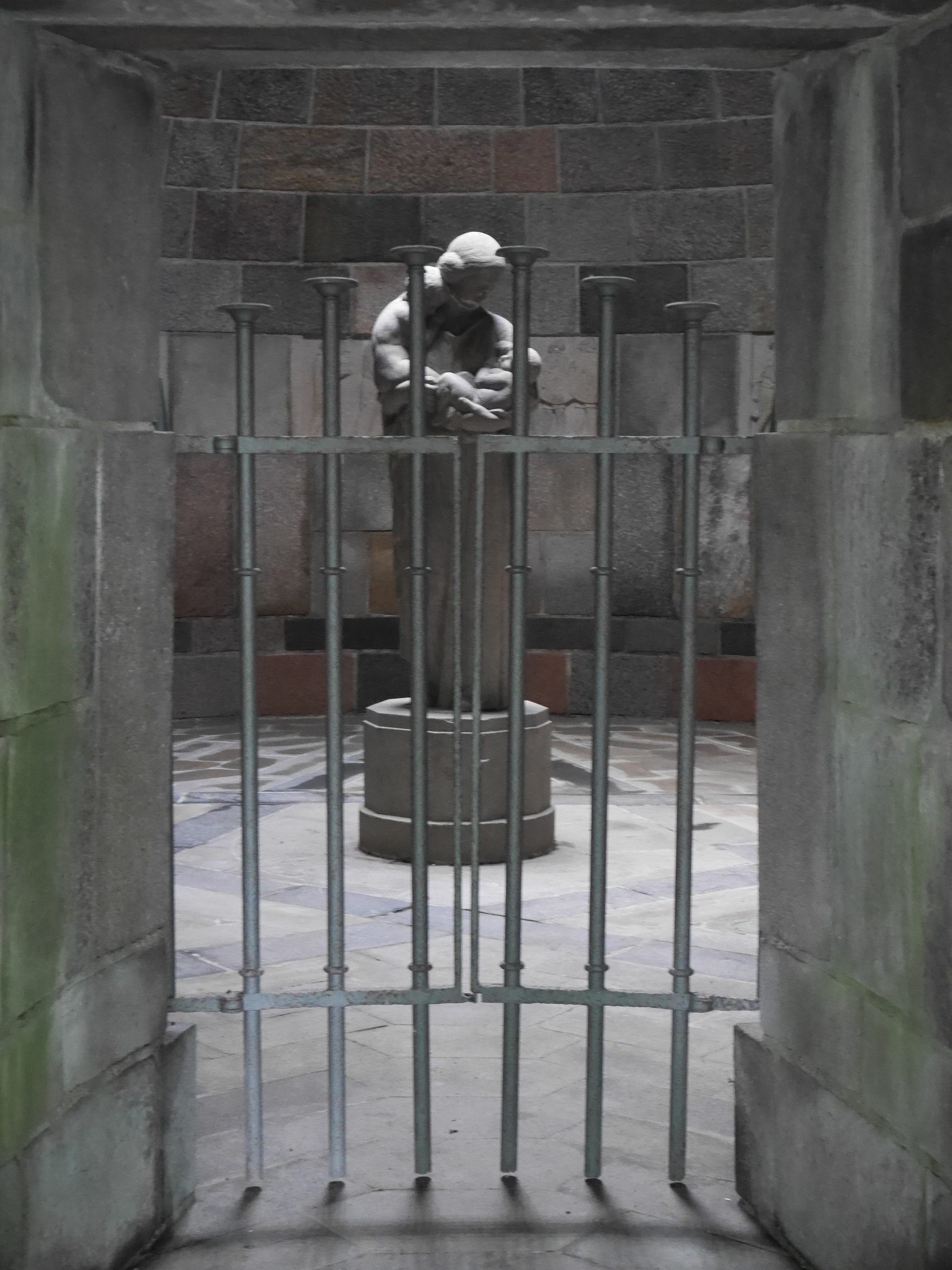
Скульптура «Мати-Данія» як центральна точкаМеморіального курганув Копенгагені
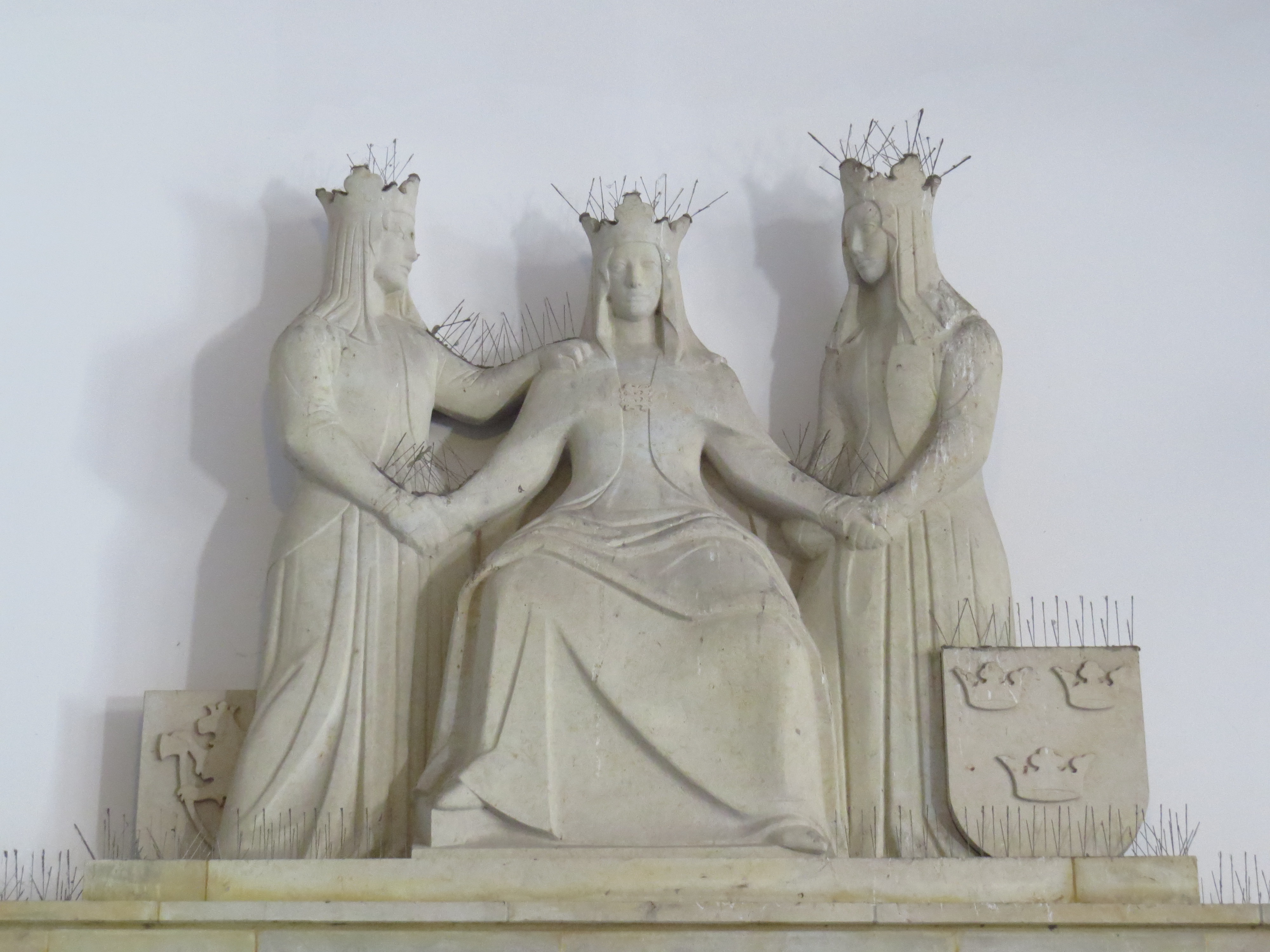
Рельєф у Крістіансборзі: мати Данія, оточена Швецією та Норвегією
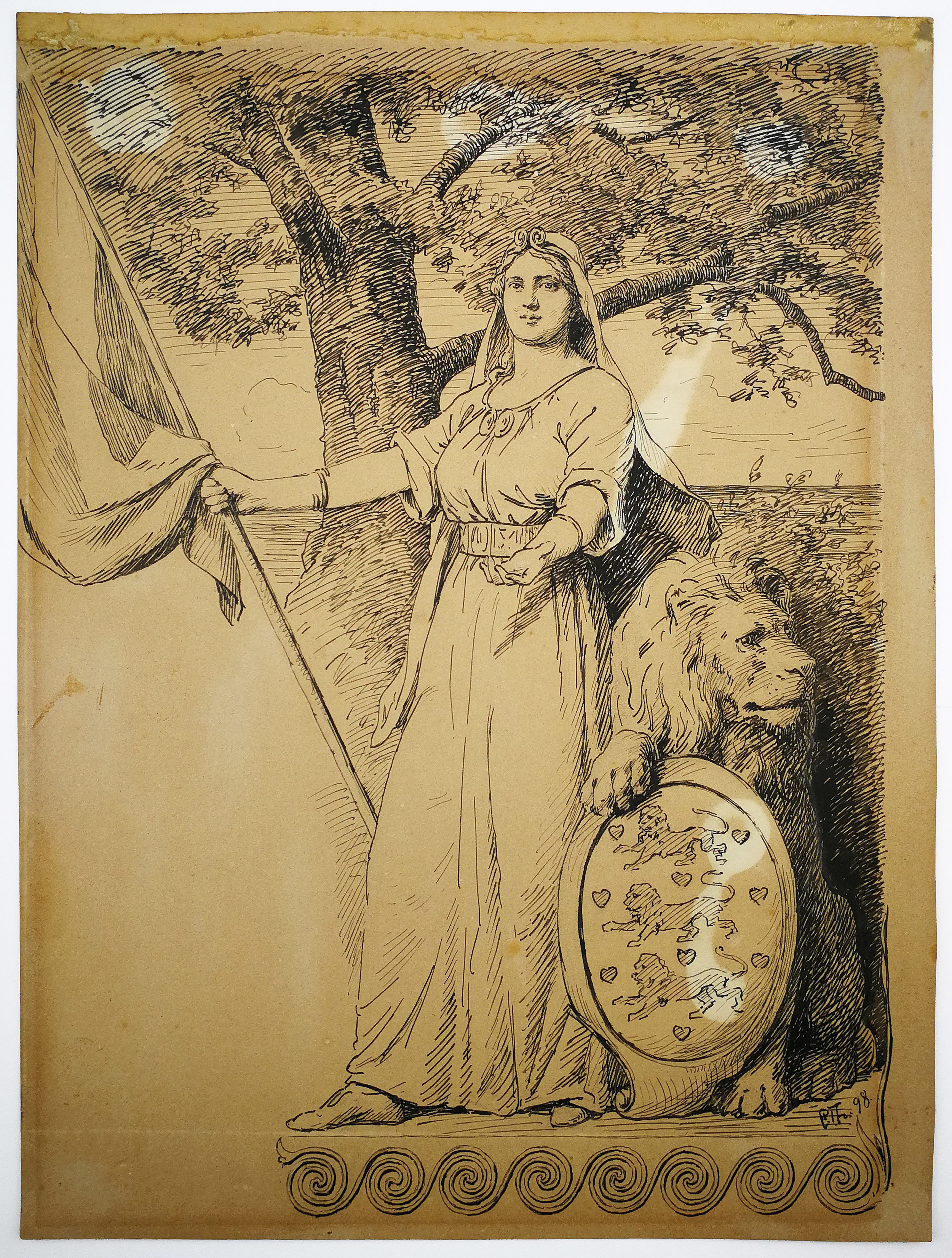
Карл Томсен: Мати Данія
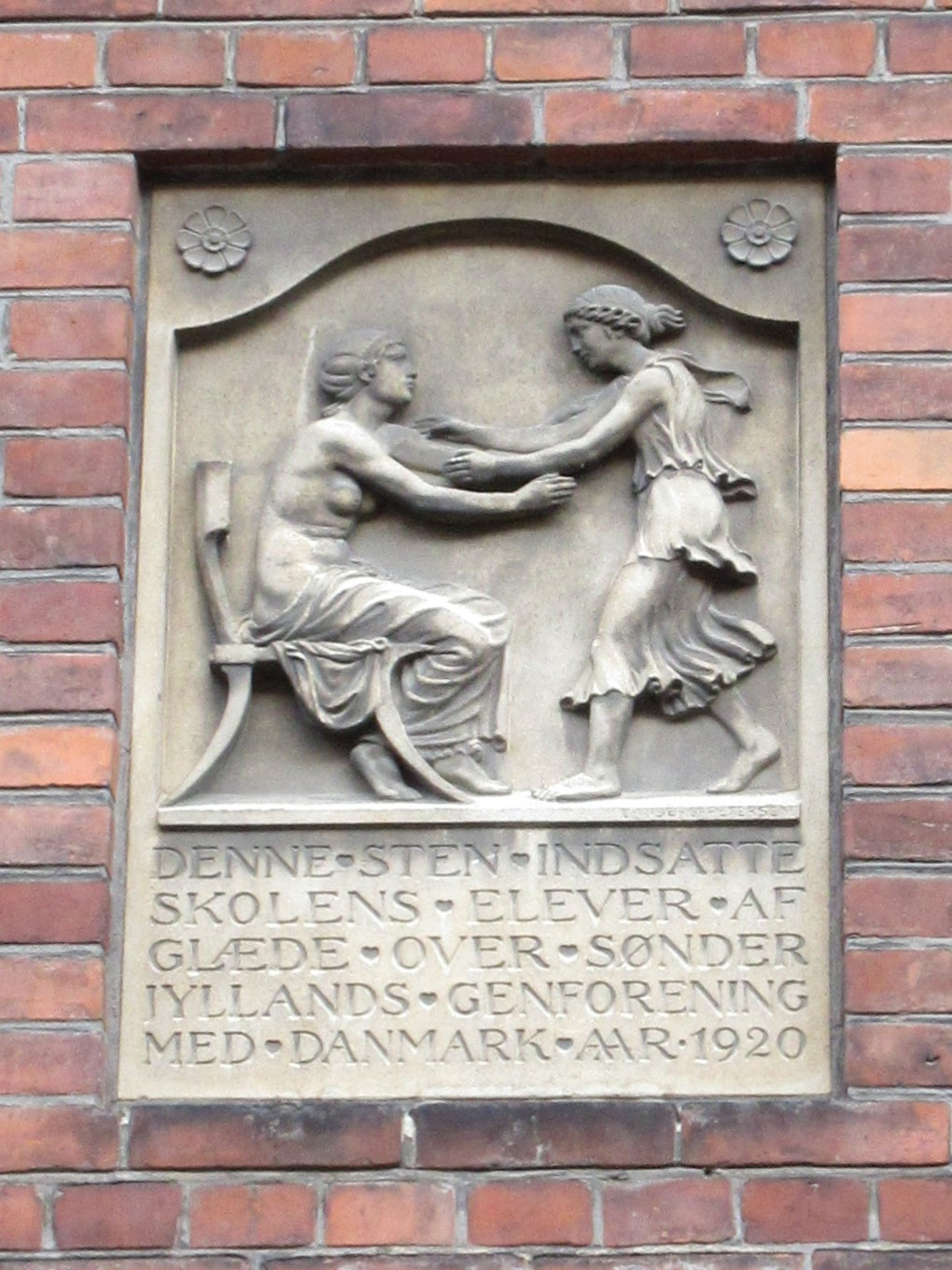
Меморіальний рельєф возз'єднання на школі Сьєландсгаде в Копенгагені

## Подальше читання
- Adriansen, Inge: Mor Danmark, Valkyrie, Skjoldmø og Fædrelandsymbol, In: Folk og Kultur — Årbog for Foreningen Danmarks Folkeminder, 1987.
- Jebsen, Nina: Als die Menschen gefragt wurden, Münster/New York 2015, p. 176/177